# Wolf Dietrich von Raitenau
Wolf Dietrich von Raitenau (født 26. marts 1559, død 16. januar 1617) var fyrsteærkebiskop i Salzburg i Østrig i årene 1587 til 1612. Han havde stor indflydelse på landets udvikling og har efterladt sig talrige bygningsværker, bl.a. Neue Residenz i byen Salzburg.
Wolf Dietrich stammede fra en velhavende småadelsfamilie ved Bodensøen og Bregenz. Han var søn af Hans Werner von Raitenau og gennem sin mor Helene von Hohenems havde han et fjernt slægtskab til Medici-familien. Hendes nevø var Giovanni Angelo Medici – den senere Pave Pius IV. Endvidere var han i familie med kardinal Karl Borrmäus, der endnu i Wolf Dietrichs levetid blev helgenkåret.
I 1587 blev han valgt som kompromiskandidat til ærkebiskop, og han gennemførte hurtigt derefter refomer indenfor liturgi og forvaltning. Fra begyndelsen fulgte han en streng modreformatorisk linje og forviste i 1589 alle protestanter fra byen Salzburg. Han hidkaldte kapucinere for at videreføre modreformationen. Wolf Dietrich førte dog senere en mere tolerant politik, hvilket ikke passede den romerske kurie. Han stod i kontakt til Tycho Brahe og tog Niccolò Machiavellis ideal om den suveræne renæssancefyrste til sig, hvilket han dog omarbejdede i en mere enevældig tankegang. Den højtuddannede ærkebiskop havde en skarp forstand, og han var ofte uberegnelig og hidsig.
Han regnes for en stor kunstsamler. Han havde dog først og fremmest betydning som bygmester. Efter Salzburger Doms brand i 1598 blev ruinen revet ned sammen med 55 borgerhuse for at skabe plads for en ny domkirke. Planerne blev udført af Vincenzo Scamozzi, der endvidere forestod en ny plan for Salzburgs indre bydel: Residenz- og Mozartplatz stammer fra denne plan. Også Salzburger Residenz og Neue Residenz blev bygget af Wolf Dietrich.
For hans livsledsager Salome Alt, som han havde 15 børn med, byggede han Schloß Altenau, men i eftertiden blev kaldt Schloß Mirabell (Salome Alt ændrede i en sen alder sit navn til Salome von Altenua, deraf slottets første navn).
Wolf Dietrich blev imidlertid bragt til fald af konflikter med Bayern. Det var først og fremmest en konflikt om saltpriser og det rigsuafhængige Fyrsteprovsti Berchtesgaden, som Salzburg gerne ville have indflydelse over men som stod under stærk indflydelse af Bayern. Salzburgske tropper marcherede ind i Berchtesgaden i oktober 1611, hvilket blev besvaret med bayerske troppers indmarch i Salzburg. Wolf Dietrich blev fanget under sin flugt, og han blev resten af sit liv spærret inde af sin nevø og efterfølger Markus Sittikus Graf von Hohenems; først i fæstningen Hohenwefen og senere i fæstningen Hohensalzburg.
Trods hans pludselige endeligt, kan byen Salzburg i dag takke hans regeringstid for dens store barokke bygningsværker, og den er den ældste barokby nord for Alperne.
Ærkebiskof Raitenau blev bisat i Gabriels-Kapelle, der ligger i den af ham i italiensk Campo Santo-stil anlagte kirkegård Sebastians-Friedhof.